# Szentimrefalva
Szentimrefalva je vas na Madžarskem, ki upravno spada pod podregijo Sümegi Županije Veszprém.